# 판잔러
판잔러(중국어 간체자: 潘展乐, 정체자: 潘展樂, 병음: Pān Zhǎnlè, 한자음: 반전락, 2004년 8월 4일~)는 중화인민공화국의 수영 선수이다. 2024년 하계 올림픽에서 남자 자유형 100m 종목 금메달을 획득했으며 현재 남자 100m 자유형 세계 기록을 보유하고 있다.